# Căn cứ La Vang
Căn cứ La Vang (còn được gọi là Căn cứ Chiến đấu La Vang hoặc Cứ điểm La Vang) là một căn cứ cũ của Quân lực Việt Nam Cộng hòa (QLVNCH) nằm gần Quảng Trị, Việt Nam.

## Lịch sử

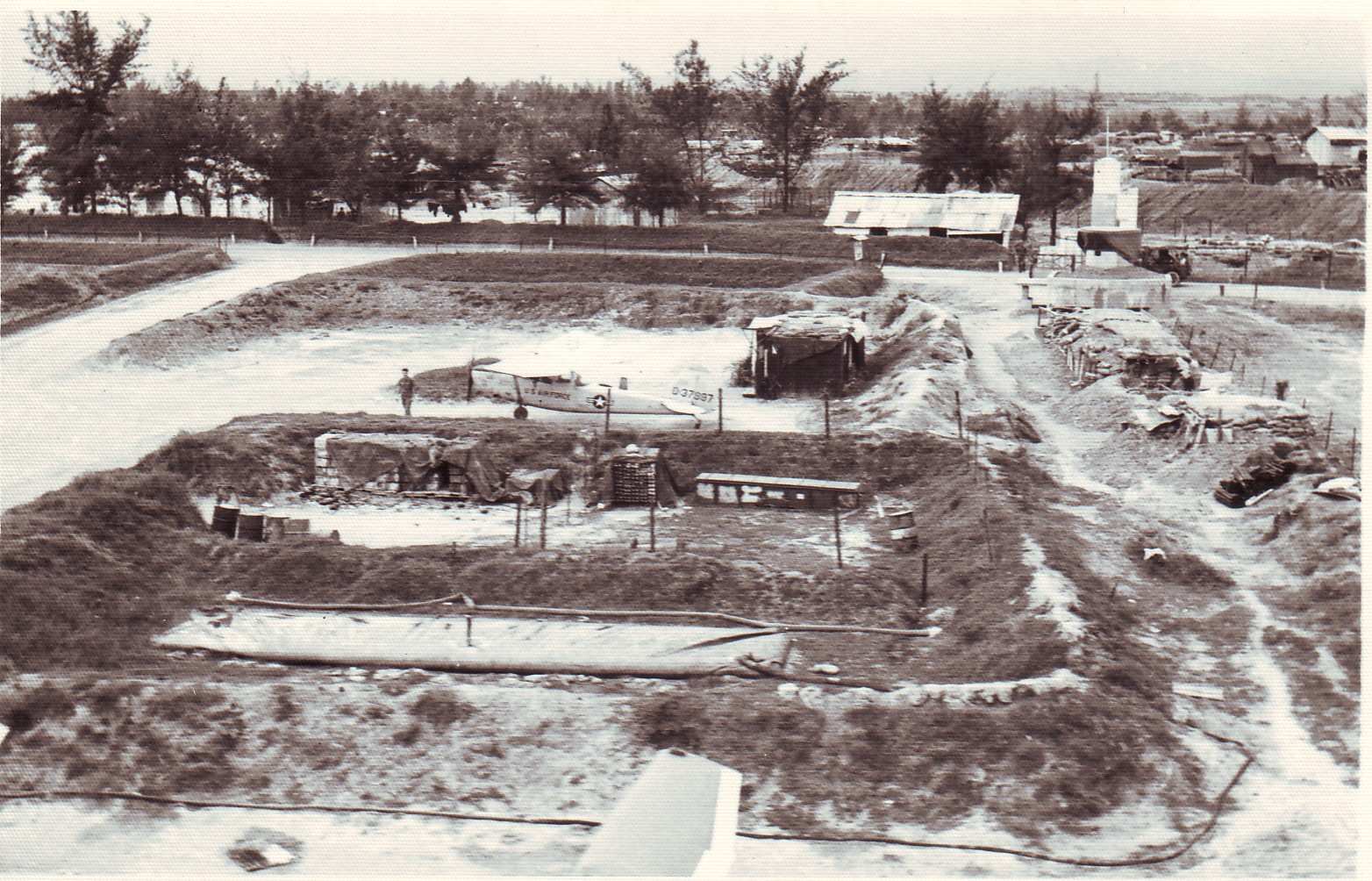
Khu vực đỗ xe sân bay La Vang, tháng 3/1968

Căn cứ tọa lạc tại La Vang, cách trung tâm thị xã Quảng Trị khoảng 2 km về phía nam, nằm cạnh Quốc lộ 1.
Căn cứ từng được sử dụng bởi Trung đoàn 1, Sư đoàn 1 Bộ binh QLVNCH.
Các máy bay trinh sát và chỉ huy hỏa lực Cessna O-1 Bird Dog thuộc Phi đội Hỗ trợ Chiến thuật số 20 của Không quân Hoa Kỳ hoạt động tại sân bay La Vang như một căn cứ tiền phương, với khoảng 4 chiếc thường xuyên đóng tại đây vào năm 1968.
Ngày 20 tháng 1 năm 1968, Trung đoàn Thủy quân Lục chiến số 3 của Hoa Kỳ thiết lập sở chỉ huy tại căn cứ trong quá trình tiếp nhận trách nhiệm Chiến dịch Osceola. Các đơn vị Hoa Kỳ khác đóng tại đây bao gồm Tiểu đoàn 1, Trung đoàn Thủy quân Lục chiến 1; một đại đội pháo 105mm thuộc Tiểu đoàn 3, Trung đoàn Pháo binh 12; một đại đội pháo 155mm lâm thời; và các thiết giáp M42 Duster thuộc Đại đội A, Tiểu đoàn 1, Trung đoàn Pháo binh 44. Trong khuôn khổ Chiến dịch Jeb Stuart, Lữ đoàn 1, Sư đoàn Kỵ binh 1 Hoa Kỳ được giao tiếp quản khu vực trách nhiệm của Trung đoàn Thủy quân Lục chiến 3 và tiếp quản căn cứ La Vang. Ngày 27 tháng 1, Trung đoàn Thủy quân Lục chiến 3 rút khỏi La Vang và chuyển đến Căn cứ Quảng Trị.
tuy nhiên họ đã đụng độ hai đại đội lính dù Việt Nam Cộng hòa. Đến rạng sáng, Quân lực Việt Nam Cộng hòa tại La Vang bắt đầu di chuyển về phía bắc và giao chiến với lực lượng Quân đội Nhân dân Việt Nam ở khu vực trong và xung quanh Quảng Trị mặc dù có những cuộc tấn công lẻ tẻ bằng súng cối, tên lửa và đặc công vào căn cứ Vào ngày 31 tháng 1 năm 1968, trong cuộc Tổng tiến công Tết Mậu Thân, Tiểu đoàn K6 thuộc Quân đội Nhân dân Việt Nam (QĐNDVN) đã tiến hành tấn công căn cứ La Vang như một phần của chiến dịch tấn công Quảng Trị. Tuy nhiên, lực lượng này đã vấp phải hai đại đội Nhảy Dù QLVNCH, làm gián đoạn cuộc tấn công. Đến rạng sáng, lực lượng QLVNCH tại La Vang bắt đầu tiến về phía bắc để giao chiến với quân QĐNDVN ở khu vực Quảng Trị, bất chấp hỏa lực cối, tên lửa rải rác và các cuộc tấn công biệt động vào căn cứ.